# 泣くな! 十円
『泣くな! 十円』（なくな!じゅうえん）は、つのだじろうによる日本の漫画作品。1971年から1973年まで『週刊少年チャンピオン』（秋田書店）に連載。

## 概要
銭湯「聖徳湯」の次男、聖徳十円（しょうとく じゅうえん）は小学生。クラス一番のあわて者で、親からは成績が悪いのを叱り飛ばされ、ガキ大将からはいじめられるが、根は善良で勇敢な性格である。周囲の誤解に苦しみつつも、かわいい妹のために立派な兄になろうと奮闘する顛末を描く。

## 登場人物
聖徳十円
成績オール1の劣等生。頭に十円ハゲがある。
聖徳五十六
十円の兄。十円とは正反対の秀才。
聖徳太子（たいこ）
十円の妹。家族の中で唯一、十円を尊敬している。
聖徳千円
十円の父。
西村長介
十円の担任教師。いかりや長介そっくりの顔をしている。通称、ギロチン。
山中ひろ子
十円の同級生で、ヒロイン的存在。学級委員。
黒田
ガキ大将。家が裕福で、大きな犬を飼っている。通称、長官。
東野忠吉
黒田の子分。ネズミのような顔をしている。通称、五分ネズミ。

## 物語の舞台
『家出をしたらの巻』には十円の自宅近辺の駅として町田駅が登場するが、『学級委員の巻』には十円の通学する学校の校門に「墨東区立下町小学校」と記してあり、物語の舞台がどこなのかは不明である。

## その他
つのだの『恐怖新聞』青の頁第8話「北極点の謎」の冒頭では主人公の鬼形礼が担任教師と共に聖徳湯で入浴し、十円とその父がゲスト出演している（『恐怖新聞』第2巻、p.133-135。秋田書店、1997年）。

## 単行本
- つのだじろう『泣くな！十円』 1巻、秋田書店〈少年チャンピオンコミックス〉、1972年8月10日。ISBN 978-4-253-03048-9。 - 絶版
- つのだじろう『泣くな！十円』 2巻、秋田書店〈少年チャンピオンコミックス〉、1972年8月25日。ISBN 978-4-253-03049-6。 - 絶版